# Kovács Imre Pál
Kovács Imre Pál, Murok, (Győr, 1917. november 25. – Győr, 1986. június 12.) labdarúgó, hátvéd, edző. A győri Czuczor Gergely Bencés Gimnáziumban érettségizett, majd a jogi egyetemet végezte el, de záróvizsgáit nem tette le.

## Pályafutása

### Klubcsapatban
A SAS FC csapatában játszott, majd a Győri Vasas ETO-ban lett élvonalbeli labdarúgó.

### A válogatottban
1946. október 6-án, az Üllői úti magyar-osztrák válogatott mérkőzésen szerepelt a válogatottban, ahol 2–0-s magyar győzelem született. Több alkalommal pályára lépett a magyar főiskolai válogatottban.

### Edzőként
1951-ben a Győr ifjúsági csapatának edzője volt. 1952-től 1954-ig, majd 1956-tól 1959-ig volt a Győri Vasas ETO vezetőedzője. Ezután a Győr ifi csapatát edzette rövid ideig. 1959 nyarán a MÁV DAC trénere lett. A csapat az irányításával Győr-Sopron megye második legeredményesebb együttese lett. 1963-ban Baróti Lajos felkérésére a B-válogatott vezetőedzője lett. 1965-ben a Győri Dózsa csapatát vette át. 1969-ben az év végéig az ETO szakosztályvezetője volt. 1970-től ismét a MÁV DAC-ot irányította.

## Statisztika

### Mérkőzése a válogatottban
| Magyarország | Magyarország     | Magyarország                | Magyarország | Magyarország | Magyarország | Magyarország | Magyarország | Magyarország |
| #            | Dátum            | Helyszín                    | Hazai        | Eredmény     | Vendég       | Kiírás       | Gólok        | Esemény      |
| ------------ | ---------------- | --------------------------- | ------------ | ------------ | ------------ | ------------ | ------------ | ------------ |
| 1.           | 1946. október 6. | Budapest. Üllői úti stadion | Magyarország | 2 – 0        | Ausztria     | barátságos   | -            |              |
|              | Összesen         |                             |              | 1            | mérkőzés     |              | 0            | gól          |